# 弓斑东方鲀
弓斑东方鲀（学名：Takifugu ocellatus）为輻鰭魚綱魨形目四齒魨亞目四齒鲀科东方鲀属的鱼类。分布于朝鲜、日本、菲律宾以及中国各近海及珠江、长江、辽河等河内等，属于近海底层鱼类。该物种的模式产地在广东。
本魚體呈圓筒形，被覆由鱗片特化的細棘；口小，眼紅色。背部墨綠色，體背具兩枚鑲紅邊的暗色斑，第一枚呈「弓」形，第二枚位於背鰭基部，腹部白色。尾鰭截形呈紅色，體長可達15公分。